# SK스퀘어
SK스퀘어 주식회사(영어: SK Square)는 SK 산하의 투자 전문 기업으로, 본사는 서울 중구 을지로 65 (을지로2가, SK텔레콤빌딩) 5,6,7층에 있다.